# À la courbe du fleuve
À la courbe du fleuve (titre original : A Bend in the River) est un roman britannique de V. S. Naipaul publié en 1979.

## Résumé
Se déroulant dans un pays africain sans nom après l'indépendance, le livre est narré par Salim, un musulman indien, propriétaire d'un magasin, dans une petite ville de l'intérieur du pays. Étant né et ayant grandi dans une ville plus cosmopolite d'un autre pays (comme Mombasa) pendant la période coloniale, et donc n'étant ni européen ni africain, Salim observe les changements rapides dans sa patrie avec un regard d'étranger. À travers Salim rien n'identifie le pays où il vit, bien que ces événements fassent penser à la transformation du Congo belge en Zaïre sous Mobutu Sese Seko (représenté par le "Big Man" du roman) et la description de la ville à Kisangani.

## Particularités du roman
La première partie du livre est considérée comme emblématique de la vision du monde de Naipaul : « Le monde est ce qu'il est ; les hommes qui ne sont rien, qui se permettent à eux-mêmes de ne rien devenir, n'y ont pas leur place ».

## Honneur
À la courbe du fleuve est candidat au prix Booker 1979.